# Léon-Gontran Damas
Léon-Gontran Damas (* 28. März 1912 in Cayenne, Französisch-Guayana; † 22. Januar 1978 in Washington, D.C.) war ein französischer Schriftsteller.

## Leben und Wirken
Damas lebte ab 1929 in Paris und wurde nach dem Zweiten Weltkrieg Abgeordneter von Französisch-Guayana. 1970 nahm Damas einen Ruf in den USA an. Er war zusammen mit Aimé Césaire und Léopold Senghor Mitbegründer der Négritude.
Hauptthemen Damas’ waren die koloniale Ausbeutung und das Elend der Karibik sowie das von ihm als Exil empfundene bedrückende Leben in Europa. Er bekannte sich zum Sozialismus.

## Werke (Auswahl)
Lyrik
- Pigments. Guy Lévis Mano, Paris 1937.
- Graffiti. Pierre Seghers, Paris 1952.
- Black Label. Paris 1956.[2]

Erzählungen, Essays, Anthologien
- Retour de Guyane. 1938.
- Veillées noires. 1943.